# Croremopsis
Croremopsis este un gen de molii din familia Lymantriinae.